# オンリー・ラヴァーズ・レフト・アライヴ
『オンリー・ラヴァーズ・レフト・アライヴ』（Only Lovers Left Alive）は、ジム・ジャームッシュ監督・脚本による2013年のアメリカ合衆国の恋愛映画である。出演はトム・ヒドルストン、ティルダ・スウィントン、ミア・ワシコウスカ、ジョン・ハート、アントン・イェルチンらである。第66回カンヌ国際映画祭のコンペティション部門で上映され、パルム・ドールを争った。

## あらすじ
アメリカのデトロイト。ロック界のカリスマミュージシャンのアダムは、何世紀もの間生き続けている吸血鬼である。現代の人間たちをゾンビと呼んで忌み嫌っているが、そんな彼と唯一付き合いのあるゾンビのイアンには、珍しい楽器やら入手困難な物を調達してもらい、穏やかで堕落した悦楽の日々を送っている。
そこにモロッコに住む妻のイヴがやってくる。ともに吸血鬼として何世紀も愛し合ってきた二人は現代を生き続け、また汚れた血を恐れて食糧とする血は病院の輸血用血液を調達している。
久々に一緒に暮らし始めた二人は、静かな二人だけの時間を楽しんでいたが、そこへ突然イヴの妹のエヴァがLAから押しかけて来る。自由奔放なエヴァを毛嫌いするアダムだったが、イヴに説得されしばらく家に置くことになる。
しかし、相変わらずマイペースのエヴァに二人は振り回される。三人してライブハウスに出かけ、そこで偶然イアンに出会う。イアンとエヴァは意気投合し、音楽に合わせて踊り、帰りにエヴァはイアンを誘って家に戻る。
夜明け近く、イアンに帰るよう促してから眠りについたアダムたちだったが、眠りから覚め、ベッドにいないエヴァを探して居間に入ると、彼女に血を吸われたイワンが息絶えていた。
エヴァの相変わらず過激な行動に怒ったアダムとイヴは、即座に彼女を追い出し、二人でイアンの死体を川に沈める。しかし、前夜一緒のところを見られているので、警察の捜査を恐れた二人はイヴが住んでいたタンジールに行くことにする。
モロッコに着いて、血を調達してくれる老吸血鬼のマーロウを探すがなかなか見つからない。やっと見つけた彼は、汚染された血を飲んだため瀕死の状態だった。彼の最期を看取った二人は悲しみに暮れて当てもなくさまよう。
そこでイヴは、アダムのために美しい弦楽器をプレゼントする。そして空腹のため「もう俺たちも終わりか」と二人が死を覚悟して寄り添うように座り込んでいると、目の前に仲睦まじいカップルが現れ、空腹に耐え兼ねた二人はそのカップルに襲いかかった。

## キャスト

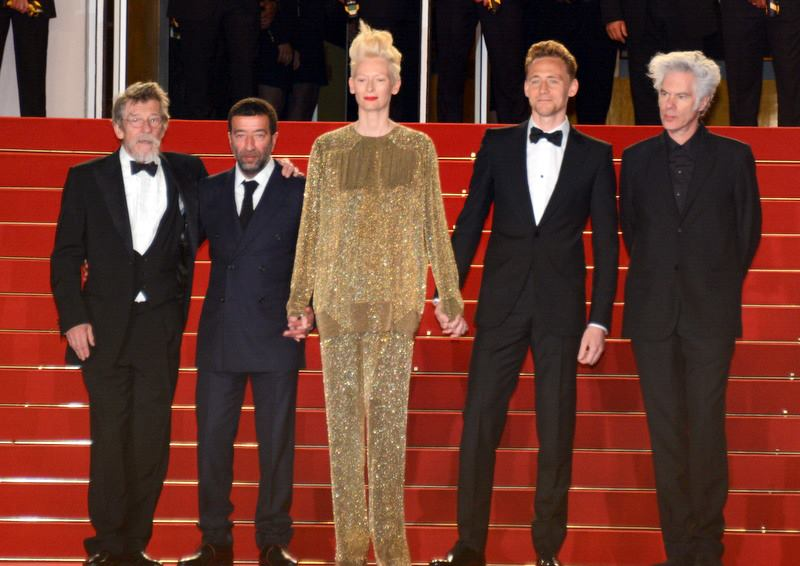
第66回カンヌ国際映画祭でのキャストと監督。

- イヴ - ティルダ・スウィントン
- アダム[2] - トム・ヒドルストン： ミュージシャン。
- エヴァ - ミア・ワシコウスカ： イヴの妹。トラブルメーカー。
- マーロー（キット） - ジョン・ハート： 作家。
- イアン - アントン・イェルチン： アダムのエージェント。
- ワトソン医師 - ジェフリー・ライト： 輸血用血液を密売。

## 製作

### 企画
2010年8月、ジム・ジャームッシュはティルダ・スウィントン、マイケル・ファスベンダー、ミア・ワシコウスカ、ジョン・ハートが出演に合意したが、資金は未調達であった。2011年5月、彼は映画を「クリプト・ヴァンパイア・ラヴ・ストーリー」と説明した。2012年1月、ファスベンダーに代わってトム・ヒドルストンが起用された。ドイツの「NRW Filmstiftung」から融資を受け、ミシガンの映画インセンティブに承認された。

### 撮影
撮影は2012年6月よりデトロイト、タンジェ、ハンブルクで行われた。

## 公開
2013年4月、第66回カンヌ国際映画祭のコンペティション部門に追加で選ばれた。同年には他にトロント国際映画祭、レイキャヴィーク国際映画祭で上映された。